# Rakhiv
Rakhiv (ukrainsk: Рахів, ukrainsk udtale: [ˈrɑxiu̯]; jiddisch: ראַכעוו, ungarsk: Rahó, rumænsk: Rahău, rusinsk: Рахово;) er en by i Zakarpatska oblast (provins) i det vestlige Ukraine. Den er administrationsby for Rakhiv rajon (distrikt). Byen har ca. 15.536 (2022) indbyggere.

## Forskelligt
Rakhivs grundlæggelse angives ofte at være 1447, selv om der er skriftlige omtaler af denne bosættelse tilbage til år 910.
Rakhiv, eller mere præcist landsbyen Dilove, der ligger tæt på den, er et af flere europæiske steder, der kæmper om den symbolske ret til at være Europas geografiske centrum. Skiltet i Dilove, som er det punkt, der blev beregnet i 1887 af Østrig-ungarskes geografer, bærer en latinsk indskrift: "Locus Perennis Dilicentissime cum libella librationis quae est in Austria et Hungaria confectacum mensura gradum gradum meridionalium et paralleloumum Europeum. MD CCC LXXXVII."
Tomáš Masaryk opholdt sig i Hotel "Ukraina" om vinteren 1917 - 1918, for at studere en situation på den rumænske front under Første verdenskrig, hvilket ses ved et mindebord der. 
Hovedkvarteret for Karpatiske Biosfærereservat er beliggende i Rakhiv.
Med en højde på 430 meter over havets overflade er Rakhiv Ukraines højest beliggende by.

## Gallery
- Sankt Jan Nepomuks kirke
- Hotel Europa i Rakhiv
- Hutsul-festival i Rakhiv